# Montes de Dachstein
Os Montes de Dachstein ( [ˈdaχʃtaɪ̯n] (ajuda·info); em alemão:  Dachsteingebirge) é um maciço montanhoso que se encontram nas regiões de Salisburgo, Alta Áustria, e Estíria, na Áustria. O ponto mais alto é o  Hoher Dachstein com 2955 m.

## SOIUSA
A Subdivisão Orográfica Internacional Unificada do Sistema Alpino (SOIUSA) dividiu os Alpes em duas grandes Partes: Alpes Ocidentais e Alpes Orientais, separados pela linha formada pelo  Rio Reno - Passo de Spluga - Lago de Como - Lago de Lecco.
Os Alpes de Salzkammergut e da Alta Áustria são formados pelos Montes de Dachstein, Montes de Salzkammergut, os Montes Totes, e os Pré-Alpes da Alta Áustria.

### Classificação  SOIUSA
Segundo a SOIUSA este acidente geográfico é uma Subsecção alpina com as seguintes características:
- Parte = Alpes Orientais
- Grande setor alpino = Alpes Orientais-Norte
- Secção alpina = Alpes de Salzkammergut e da Alta Áustria
- Subsecção alpina =  Montes de Dachstein
- Código = II/B-25.I